# Maura Delpero
Maura Delpero (ur. 3 października 1975 w Bolzano) – włoska reżyserka i scenarzystka filmowa.
Pracę w branży filmowej rozpoczęła od zrealizowania dwóch filmów dokumentalnych. Jej pełnometrażowy debiut fabularny, Hogar (2019), zdobył trzy nagrody na MFF w Locarno, w tym wyróżnienie specjalne jury. Film powstał w Buenos Aires i opowiadał o tytułowym ośrodku religijnym dla samotnych matek. 
Największy jak dotychczas sukces artystyczny przyniósł Delpero jej kolejny film, osadzony w realiach II wojny światowej dramat Droga do Vermiglio (2024). Obraz zdobył Grand Prix na 81. MFF w Wenecji i został oficjalnym włoskim kandydatem do Oscara dla najlepszego filmu międzynarodowego.